# 베네수엘라 연방 속지

베네수엘라 연방 속지의 기

베네수엘라 연방 속지

베네수엘라 연방 속지에 속해 있는 섬을 표시한 지도

베네수엘라 연방 속지(스페인어: Dependencias Federales de Venezuela)는 베네수엘라의 행정 구역 가운데 하나로 카리브해와 베네수엘라만과 접해 있는 섬들을 관할한다. 다만 아베스섬은 북쪽으로 한참 떨어져 위치한다. 전체 면적은 342km2, 전체 인구는 2,155명(2011년 기준)이며 12개 섬을 관할한다. 아베스섬을 제외한 지역은 리워드앤틸리스 제도에 속한다.

## 관할 도서
1. 아베스섬(Isla de Aves)
2. 라스아베스 제도(Archipiélago Las Aves)
3. 블랑키야섬(Isla La Blanquilla)
4. 로스프라일레스 제도(Islas los Frailes)
5. 라솔라섬(Isla La Sola)
6. 파토스섬(Isla de Patos)
7. 로스에르마노스 제도(Islas Los Hermanos)
8. 로스몽헤스 제도(Archipiélago Los Monjes)
9. 오르칠라섬(Isla La Orchila)
10. 로스로케스 제도(Archipiélago Los Roques)
11. 로스테스티고스 제도(Islas Los Testigos)
12. 라 토르투가섬(Isla La Tortuga)

## 같이 보기
- 베네수엘라의 행정 구역
- 누에바에스파르타주